# اکسل اشتاین
اکسل اشتاین (آلمانی: Axel Stein؛ زادهٔ ۲۸ فوریهٔ ۱۹۸۲) هنرپیشه اهل آلمان است.
از فیلم‌ها یا برنامه‌های تلویزیونی که وی در آن نقش داشته‌است می‌توان به پابرهنه، مرگ کسب‌وکار من است عزیزم اشاره کرد.